# 稲田三之助

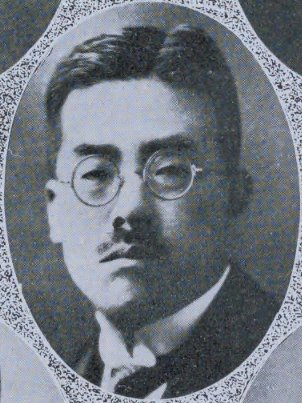
稲田三之助

稲田 三之助（いなだ さんのすけ、1876年（明治9年）5月2日 - 1952年（昭和27年）2月18日）は、日本の逓信官僚。早稲田大学教授。錦鶏間祗候。勲三等瑞宝章受章。

## 経歴
愛知県名古屋市出身。1900年（明治33年）、東京帝国大学工科大学電気工学科を卒業。通信技手、逓信技師、新潟郵便局工務課長、通信局工務課長などを経て、1925年（大正14年）に逓信省工務局長に就任した。
退官後、1932年（昭和7年）9月27日、錦鶏間祗候を仰せ付けられた。その他、早稲田大学理工学部教授を務めた。

## 栄典
- 1920年（大正9年）11月1日 - 勲三等瑞宝章[5]
- 1940年（昭和15年）8月15日 - 紀元二千六百年祝典記念章[6]

## 著書
- 『五十年間に於ける電話の発達』日本逓信学会〈逓信業務講義録 第8編〉、1928年10月。NDLJP:1107017。
- 『電話工学』誠文堂新光社、1932年4月。
- 『電信工学』誠文堂工学全集刊行会、1933年12月。NDLJP:1212753。
- 『無線工学』 上巻、誠文堂工学全集刊行会、1934年7月。NDLJP:1236387。
- 『無線工学』 中巻、誠文堂新光社、1940年7月。NDLJP:1208128。

## 親族
- 父・稲田見龍
- 兄・稲田龍吉[1]。細菌学者。九州帝国大学教授、東京帝国大学教授。
- 弟・稲田進 - 岡山医科大学教授。京都帝国大学、岡山医大卒業後、東京や京城の医学学校で教鞭をとったほか、日本赤十字山口支部病院院長などを歴任。岳父に同大名誉教授・大西克知。[7]
- 妻・安 - 東京控訴裁判所検事長加納謙の四女。姉の夫に間島弟彦。
- 長男・稲田龍一 - 内科医。東京帝大医学部卒。岳父に森村財閥一族の森村謙三。[8]
- 甥・稲田宣男 - 長兄・宣四郎の長男。九州帝大医学部卒業後、朝鮮総督府医官、仁川病院長兼京城帝国大学助教授を経て、日本赤十字社広島支部病院副院長。[9]